# CompuWorks
CompuWorks est une entreprise qui exerçait son activité dans le domaine du développement et de l'édition de logiciels bureautique et de gestions. C'est une filiale du groupe The WizardWorks Group comprenant égament WizardWorks Software et MacSoft Games.

## Description
CompuWorks développait et commercialise des logiciels bureautique et de gestion, pour la maison, le bureau et les petites entreprises.
En juin 1996, The WizardWorks Group est racheté par GT Interactive Software pour 40 millions de dollars en actions et l'entreprise devient filiale du groupe. WizardWorks est finalement combiné avec d'autres filiale de GTIS à Minneapolis pour former la filiale GT Value Products. La marque CompuWorks continue à exister en tant que marque même à la suite de l'acquisition de GT Interactive Software, renommé Infogrames Inc., puis Atari Inc. par Infogrames Entertainment.
En 2004, Atari Inc. stoppe les activités de CompuWorks.